# TP53INP2
TP53INP2 (англ. Tumor protein p53 inducible nuclear protein 2) – білок, який кодується однойменним геном, розташованим у людей на довгому плечі 20-ї хромосоми. Довжина поліпептидного ланцюга білка становить 220 амінокислот, а молекулярна маса — 23 980.
| 10         |  | 20         |  | 30         |  | 40         |  | 50         |
| ---------- |  | ---------- |  | ---------- |  | ---------- |  | ---------- |
| MFQRLSSLFF |  | STPSPPEDPD |  | CPRAFVSEED |  | EVDGWLIIDL |  | PDSYAAPPSP |
| GAAPAPAGRP |  | PPAPSLMDES |  | WFVTPPACFT |  | AEGPGLGPAR |  | LQSSPLEDLL |
| IEHPSMSVYV |  | TGSTIVLEPG |  | SPSPLPDAAL |  | PDGDLSEGEL |  | TPARREPRAA |
| RHAAPLPARA |  | ALLEKAGQVR |  | RLQRARQRAE |  | RHALSAKAVQ |  | RQNRARESRP |
| RRSKNQSSFI |  | YQPCQRQFNY |  |            |  |            |  |            |

A: Аланін

C: Цистеїн

D: Аспарагінова кислота

E: Глутамінова кислота

F: Фенілаланін

G: Гліцин

H: Гістидин

I: Ізолейцин

K: Лізин

L: Лейцин

M: Метіонін

N: Аспарагін

P: Пролін

Q: Глутамін

R: Аргінін

S: Серин

T: Треонін

V: Валін

W: Триптофан

Кодований геном білок за функціями належить до активаторів, фосфопротеїнів. 
Задіяний у таких біологічних процесах, як транскрипція, регуляція транскрипції, автофагія. 
Локалізований у цитоплазмі, ядрі, цитоплазматичних везикулах.